# Leucania tincta
Leucania tincta là một loài bướm đêm trong họ Noctuidae.